# شعب الكوتشي

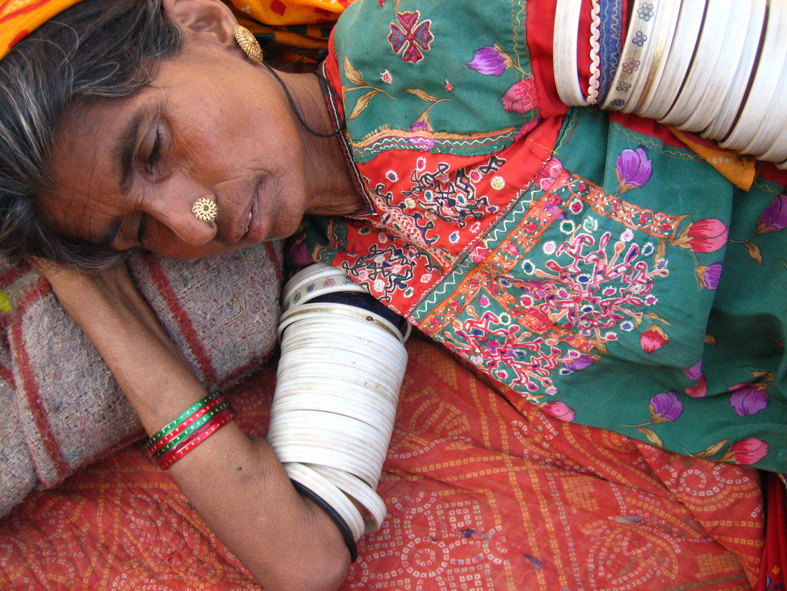
إمراة كوتشيه نائمه في قرية نيرونا، شمال بوج. ترتدي الأساور فوق مرفقينها وهي عادة ما تَزين بها المرأة الكوتشيه بعد الزواج.

 شعب الكوتشي  (الغواجاراتية: કચ્છી, بالسندية: ڪڇي) ترجع اصولة إلى منطقة كوتش غرب الهند ولاية غوجارات لغتهم وثقافتهم مماثلة للقوميات التي سكان محافظة مجاورة من السند، وهي الآن جزء من باكستان.